# Hatate Reo
Hatate Reo (旗手 怜央 (Kỳ Thủ Liên Ương)) (sinh ngày 21 tháng 11 năm 1997) là một cầu thủ bóng đá chuyên nghiệp người Nhật Bản hiện đang thi đấu cho câu lạc bộ Scottish Premiership Celtic và đội tuyển bóng đá quốc gia Nhật Bản ở vị trí tiền vệ.

## Sự nghiệp câu lạc bộ
Hatate Reo từng thi đấu cho Kawasaki Frontale.